# Bagrowanie

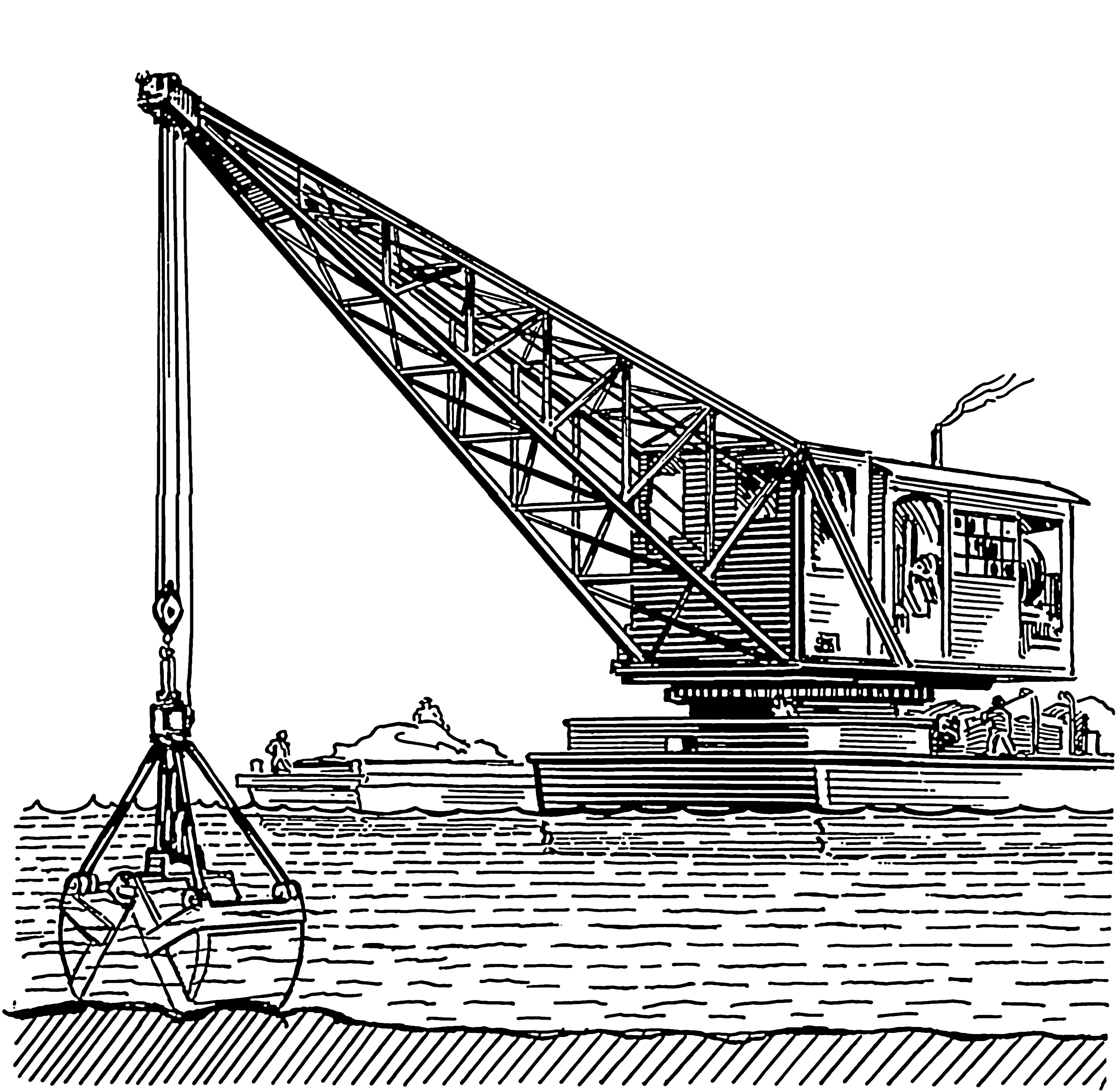
Usuwanie osadów dennych

Bagrowanie – mechaniczne usuwanie warstwy osadów dennych ze zbiorników wodnych lub cieków. 
Usunięcie ze zbiornika części osadów dennych jest równoznaczne z usunięciem zdeponowanego w nich ładunku substancji biogennych, dlatego działanie to jest zaliczane do zabiegów rekultywacyjnych jezior.
Problemem tego zabiegu są wysokie koszty wydobywania osadów z dna oraz ich zagospodarowanie. Kosztochłonność jest wynikiem pracy specjalistycznych maszyn, czasochłonności tego zabiegu oraz utylizacji osadów.

## Przykłady bagrowania
- Bydgoski węzeł wodny
- Staw parku księżycowego w Bydgoszczy
- Stawy parku Osowa Góra